# Tropaeolum tricolor
Tropaeolum tricolor är en krasseväxtart som beskrevs av Olof Swartz. Tropaeolum tricolor ingår i släktet krassar, och familjen krasseväxter. Inga underarter finns listade i Catalogue of Life.

## Bildgalleri

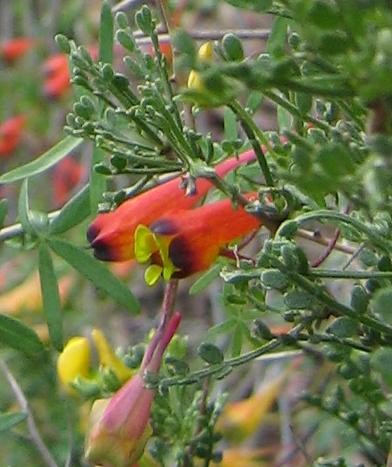
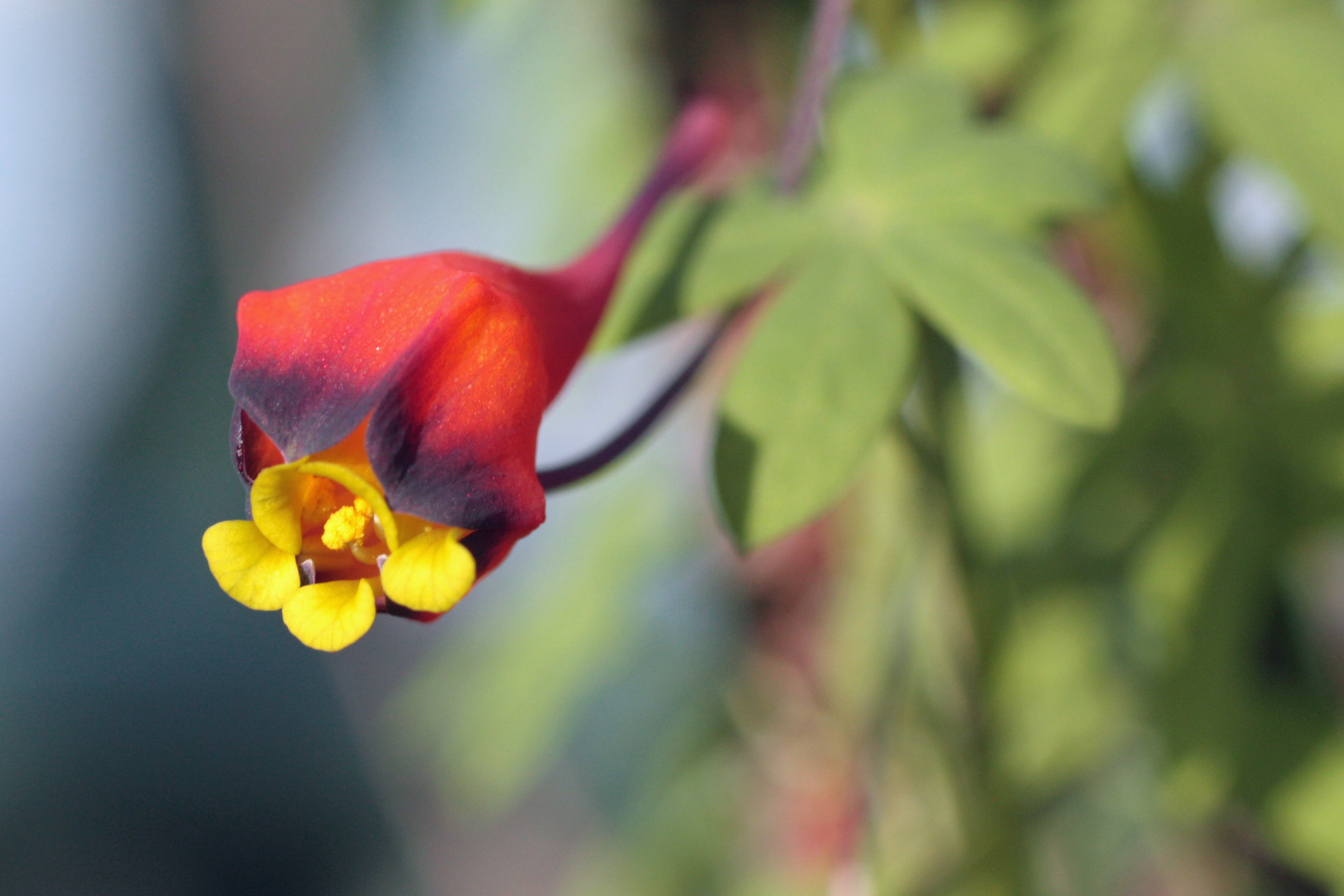
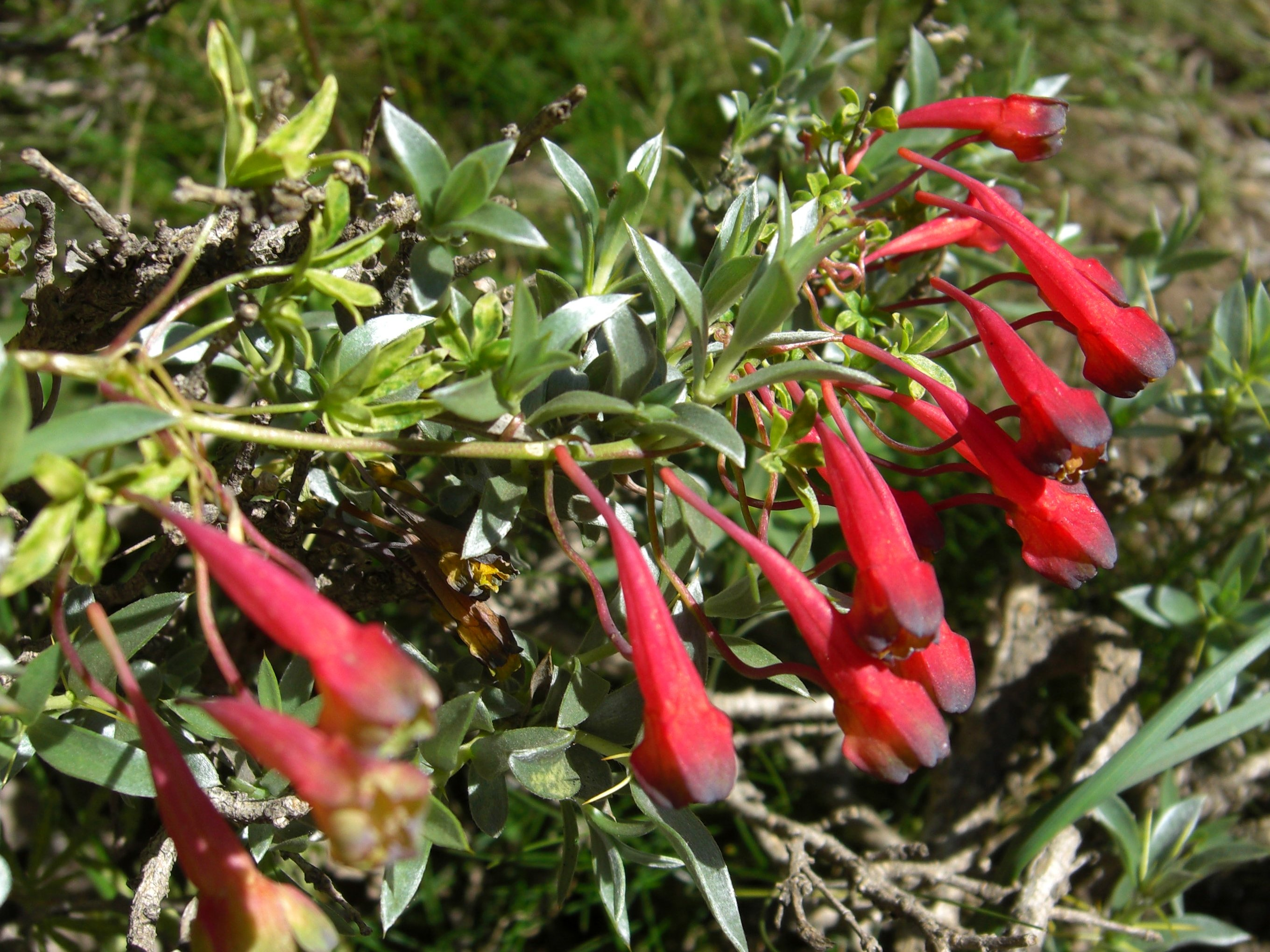
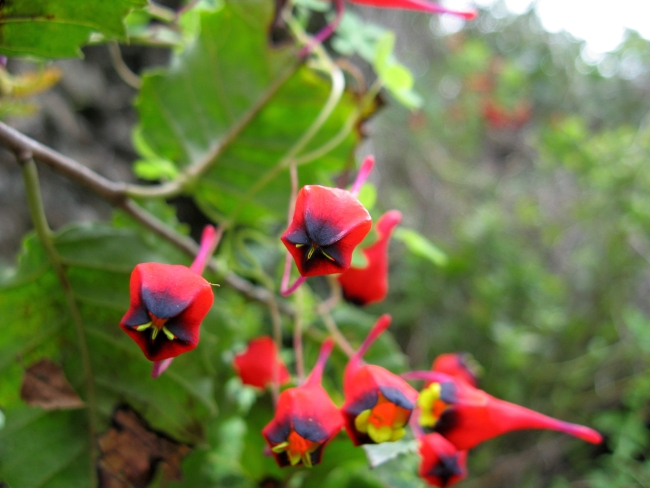
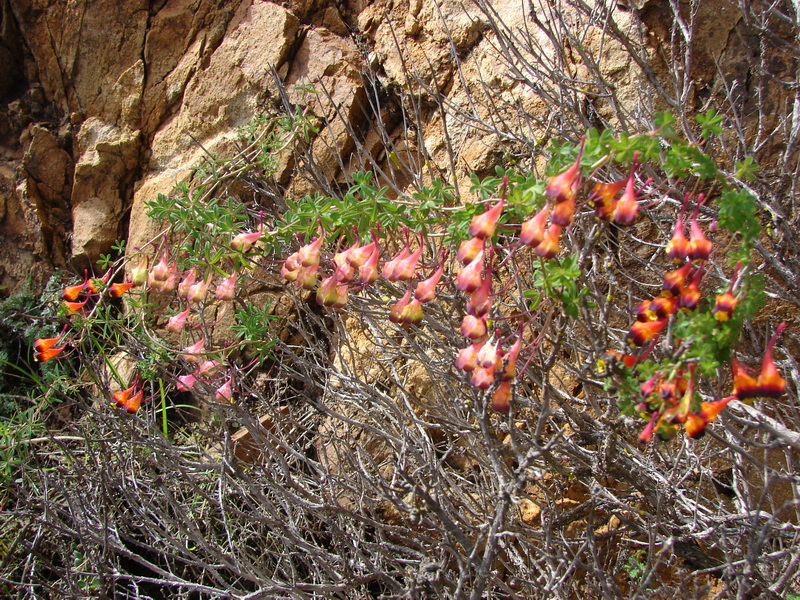
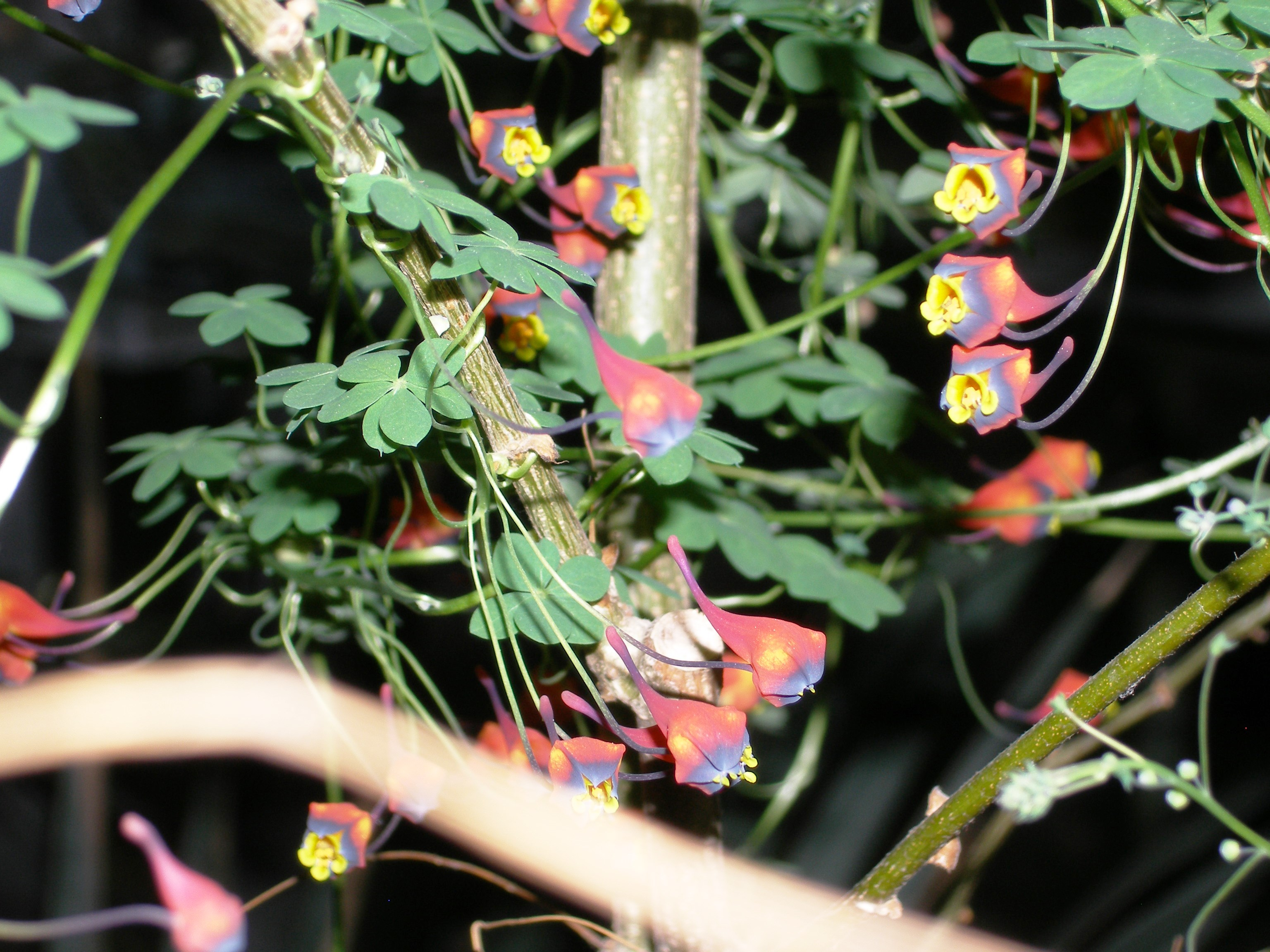